# Pernink
Pernink (deutsch Bärringen, früher Bärringer, Perninger) ist eine Gemeinde im Okres Karlovy Vary in Tschechien.

## Geographie

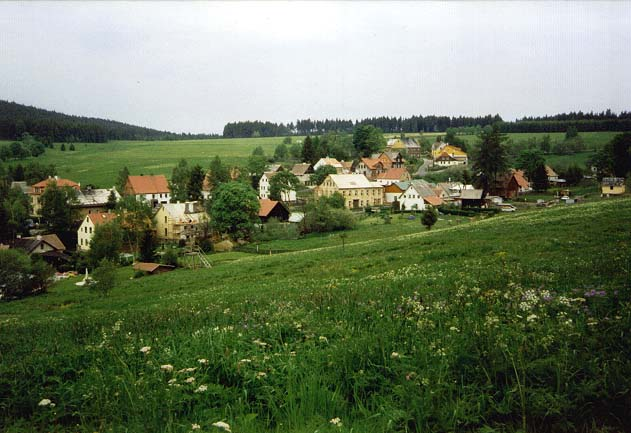
Panorama von Bärringen

### Lage
Die Ortschaft liegt in Westböhmen in einer Höhe von etwa 800 bis 900 m n.m. im Tal der Weißen Wistritz im böhmischen Teil des Erzgebirges. Der Ort hat Eisenbahnanschluss an die Bahnstrecke Karlsbad–Johanngeorgenstadt. Der Bahnhof ist mit 902 m n.m. der höchstgelegene Bahnhof des Erzgebirges und der zweithöchste Tschechiens. In der Nähe dieses Bahnhofs ereignete sich am 7. Juli 2020 gegen 15:10 Uhr ein Eisenbahnunfall mit 2 Toten und mehreren Verletzten.

### Nachbarorte
| Horní Blatná (Bergstadt Platten)    | Potůčky (Breitenbach)                       | Boží Dar (Gottesgab) |
| Nové Hamry (Neuhammer bei Karlsbad) | Kompassrose, die auf Nachbargemeinden zeigt | Abertamy (Abertham)  |
| Nejdek (Neudek)                     | Merklín (Merkelsgrün)                       |                      |

## Geschichte

### Frühe Neuzeit
Der Ort wurde 1532 von sächsischen Bergleuten gegründet, die in diesem Gebiet nach Silber und Zinn schürften. Graf Kaspar und Heinrich Schlick belehnten die Siedler mit Grund zur Errichtung von Hofstätten. Außer Bergleuten siedelten sich auch Handwerker an, die sich in Zünften zusammenschlossen. 1538 wurde eine erste Kirche geweiht. 1544 zählte Bärringen mit Irrgang und Fischbach 61 Holzhäuser. 1548 erhielt der Ort von König Ferdinand I. eine Zinnbergordnung und 1559 offiziell die städtischen Privilegien. Das Wappen wurde 1562 von Graf Joachim Schlick bestätigt. 1581 erfolgte die Einrichtung eines eigenen Bergamtes und einer herrschaftlichen Zinnschmelzhütte. 
Herzog Julius Heinrich von Sachsen-Lauenburg versuchte 1625 den Zinnbergbau wieder in Schwung zu bringen und bestätigte die Privilegien. Während des Dreißigjährigen Krieges fielen zwischen 1632 und 1634 kaiserliche Truppen in Bärringen ein und ermordeten mehrere Bürger, insbesondere zielgerichtet Vertreter der niederen Gerichtsbarkeit und deren Familienangehörige: So am 23. Juni 1632 den Gerichtsgeschworenen Martin Ströher den Älteren, am 1. Januar 1633 den Richter Bartel Eberhardt, am Folgetag den Gerichtsgeschworenen Wolfgang Hutschenreuter und seine Ehefrau Katharina und am 2. Januar 1634 den Richter Christoph Helmich den Jüngeren und dessen zwanzigjährigen Sohn Adam, am 7. März 1634 den Gerichtsgeschworenen Christoff Eberhardt. 1633 und 1634 brach in Bärringen die Pest aus und raffte siebzehn Menschen, darunter drei Kinder, dahin. Im Zuge der Gegenreformation wurde die fast durchweg evangelische Bevölkerung vor die Wahl gestellt, entweder katholisch zu werden, oder außer Landes zu gehen, worauf viele das Land in Richtung Sachsen verließen. Ein Teil gehörte 1654 zu den Mitgründern von Johanngeorgenstadt. Nach dem Rückgang des Bergbaus verdienten die Zurückgebliebenen ihren Lebensunterhalt hauptsächlich durch Heimarbeiten wie Sticken und Nähen. 1696 zählte Bärringen 500 Seelen. Am 6. August 1702 wurde die siebenunddreißigjährige Magdalena Schnepf von dem vierundzwanzigjährigen Johann Adam Lessig aus Irrgang im Wald bei Bärringen ermordet. Lessig wurde daraufhin zwei Jahre und drei Monate inhaftiert, zum Tode verurteilt und am 7. November 1704 auf der Gerichtsstatt zu Bärringen durch Rädern hingerichtet. 1714 wurde der Bau einer neuen Kirche begonnen, die 1765 zur Pfarrkirche erhoben wurde. Eingepfarrt waren Fischbach und Salmthal. Im Zeitraum vom 10. November 1770 bis zum 22. Mai 1771 fielen in Bärringen einundzwanzig Kinder im Alter unter sechs Jahren einer Pockenepidemie zum Opfer. 1797 entstand ein neues Rathaus.

### Neuzeit
Bis zum 19. Jahrhundert variierte die Schreibweise noch zwischen Perninger bzw. Bärringer. Die amtliche Bezeichnung Bärringen wurde erst 1829 festgelegt. Bis zur Aufhebung der Patrimonialherrschaften 1848/49 war Bärringen der Herrschaft Schlackenwerth zugehörig und gehörte ab 1850 zum Gerichtsbezirk Platten und ab 1910 zum Bezirk Neudek.
Bärringen wurde maßgeblich durch die Firma „A. Meinl Erben“ des im Ort geborenen und verstorbenen Karl Anton Meinl (1821–1873) und dessen Vater Adalbert Meinl (* 1780) aus Abertham zu einem Zentrum der Spitzen- und Weißwarenerzeugung mit zahlreichen Niederlassungen in großen europäischen Städten. Sie führte 1868 die erste Strickmaschine ein. Der Sohn Adalbert Prokop Meinl (1847–1911) erbte das Unternehmen, war Bürgermeister vom Bärringen, Träger des Kaiser-Franz-Joseph-Ordens und machte Bärringen zu einem beliebten Höhenluftkurort und Wintersportplatz. Es entstanden mehrere Hotels und Pensionen.
Nach dem Ersten Weltkrieg wurde Bärringen 1919 der neu geschaffenen Tschechoslowakei zugeschlagen. Aufgrund des Münchner Abkommens kam der Ort 1938 an das Deutsche Reich und gehörte bis 1945 zum Landkreis Neudek, Regierungsbezirk Eger, im Reichsgau Sudetenland. Nach dem Ende des Zweiten Weltkriegs wurde Bärringen von der Tschechoslowakei übernommen; fast sämtliche deutschen Bewohner wurden enteignet und vertrieben. Das Stadtrecht ging verloren. Heute hat Pernink etwa 650 Einwohner.
Am 7. Juli 2020 stießen 400 m vom Bahnhof Pernink entfernt zwei Personenzüge frontal zusammen. Zwei Menschen starben, neun wurden schwer verletzt. Die Züge waren mit 33 Reisenden besetzt und hätten planmäßig im Bahnhof Pernink kreuzen müssen. Der Zug von Johanngeorgenstadt nach Karlsbad wartete die Kreuzung allerdings nicht ab und fuhr in den mit dem Gegenzug besetzten Abschnitt ein. Die Rettungsarbeiten gestalteten sich wegen des gebirgigen Geländes schwierig.

### Demographie
| Jahr | Einwohner | Anmerkungen                                               |
| ---- | --------- | --------------------------------------------------------- |
| 1783 | 0 k. A.   | 130 Häuser                                                |
| 1830 | 1.533     | in 203 Häusern                                            |
| 1847 | 1.733     | in 209 Häusern                                            |
| 1900 | 2.860     | deutsche Einwohner                                        |
| 1921 | 2.506     | mit Fischbach und Irrgang, davon 2.450 deutsche Einwohner |
| 1930 | 3.023     | davon 51 Tschechen                                        |
| 1939 | 3.105     | [ 19 ]                                                    |

| Jahr      | 2006    | 2013 | 2017 |
| Einwohner | ca. 650 | 663  | 632  |

## Gemeindegliederung

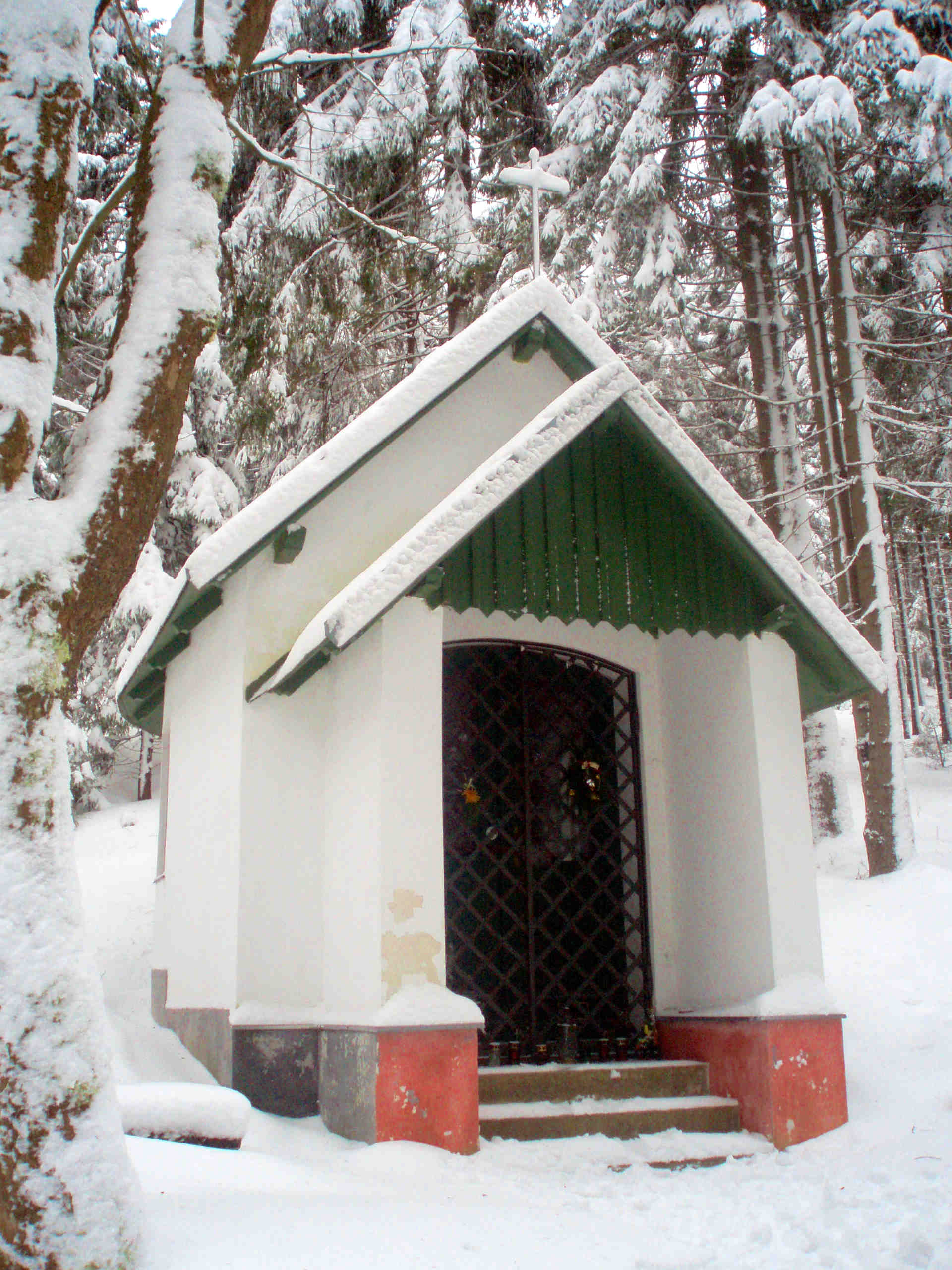
Waldkapelle bei Bärringen

Die Gemeinde Pernink besteht aus den Ortsteilen Bludná (Irrgang), Pernink (Bärringen) und Rybná (Fischbach). Grundsiedlungseinheiten sind Pernink und Rybná. Zu Pernink gehört außerdem die Ansiedlung Lesík (Lessing, Lessig, Lessighäuser).

## Verkehr
Der Bahnhof von Pernink liegt an der Bahnstrecke Karlovy Vary–Johanngeorgenstadt und wird im Personenverkehr bedient.

## Sehenswürdigkeiten
- Kirche der Allerheiligsten Dreifaltigkeit von 1719
- Denkmal für Dr. Johann Alois Renner (1784–1854), Domkustos zu Prag
- Eisenbahnviadukt von 1899
- Hochmoor Oceán und Drachenfelsen
- Waldkapelle

## Söhne und Töchter der Stadt
- Johann Alois Renner (1784–1854), Seelsorger in St. Joachimsthal, Abertham und Schönfeld, Domherr zu St. Veit in Prag
- Karl Renner (1847–1875), Schriftsteller, Geschäftsleiter des Vereins für Geschichte der Deutschen in Böhmen in Prag
- Johann Endt (1869–1951), Lehrer, Volkskundler und Heimatforscher
- Ernst Ströer (1886–?), Lehrer und Herausgeber
- Emma Weiß (1903–1988), Politikerin (SED), Abgeordnete des Thüringer Landtags
- Josef Schütz (1910–1989), Kommunist, Diplomat und Oberst der Nationalen Volksarmee der DDR
- Hans Renner (1919–1970), Skispringer und Skisprungtrainer
- Hans Ströer (1919–1986), Musiker, Komponist und Pädagoge
- Heinz Ströer (1919–1993), Verwaltungsjurist
- Rudolf Kippenhahn (1926–2020), Astrophysiker und Wissenschaftsautor
- Rudolf Höhnl (* 1946), Skispringer